# Колібрі-довгохвіст
Колі́брі-довгохві́ст (Lesbia) — рід серпокрильцеподібних птахів родини колібрієвих (Trochilidae). Представники цього роду мешкають в Андах.

## Види
Виділяють два види:
- Колібрі-довгохвіст бронзовий (Lesbia victoriae)
- Колібрі-довгохвіст смарагдовий (Lesbia nuna)

## Етимологія
Наукова назва роду Lesbia походить від слова дав.-гр. Λεσβιας — дівчина з Лесбосу.